# Robert Madsen
 Der er flere personer med dette navn, se Robert Madsen (kemiker).
Robert Christian Klein Madsen (født 12. december 1882 i Odense-24. september 1954 i København) var en dansk assistent, gymnast og atlet. Som gymnast medlem af Handelsstandens Gymnastikforening i København og som atlet medlem af Odense GF (-1905) og Københavns FF (1907-).
Robert Madsen deltog i de Olympiske mellemlege 1906 i Athen, og var ved den lejlighed med til at sikre Danmark sølvmedaljer i holdkonkurrencen i gymnastik. Norge vandt guld. To år senere, under OL 1908 i London, var han også med i holdkonkurrencen og endte på fjerdepladsen. Sverige vandt, foran Norge og Finland.
Robert Madsen vandt tre danske mesterskaber i stangspring og satte på DM 1903 dansk rekord med 3,13.

## Danske mesterskaber
- Sølv 1910 Stangspring 2,80
- Sølv 1908 Stangspring 3,10
- Guld 1907 Stangspring 2,70
- Bronze 1905 Stangspring 2,80
- Guld 1903 Stangspring 3,13
- Guld 1902 Stangspring 2,70